# Nambol
Nambol è una città dell'India di 18.117 abitanti, situata nel distretto di Bishnupur, nello stato federato del Manipur. In base al numero di abitanti la città rientra nella classe IV (da 10.000 a 19.999 persone).

## Geografia fisica
La città è situata a 24° 42' 02 N e 93° 50' 10 E.

## Società

### Evoluzione demografica
Al censimento del 2001 la popolazione di Nambol assommava a 18.117 persone, delle quali 9.043 maschi e 9.074 femmine. I bambini di età inferiore o uguale ai sei anni assommavano a 2.388, dei quali 1.211 maschi e 1.177 femmine. Infine, coloro che erano in grado di saper almeno leggere e scrivere erano 12.240, dei quali 6.891 maschi e 5.349 femmine.